# بيل دريك
بيل دريك (بالإنجليزية: Bill Drake)‏ هو مقدم برامج إذاعية أمريكي، ولد في 14 يناير 1937، وتوفي في 29 نوفمبر 2008 بسبب سرطان الرئة.

## وصلات خارجية
- بيل دريك على موقع الموسوعة البريطانية (الإنجليزية)